# Cornaux
Cornaux (toponimo francese) è un comune svizzero di 1 635 abitanti del Canton Neuchâtel.

## Geografia fisica

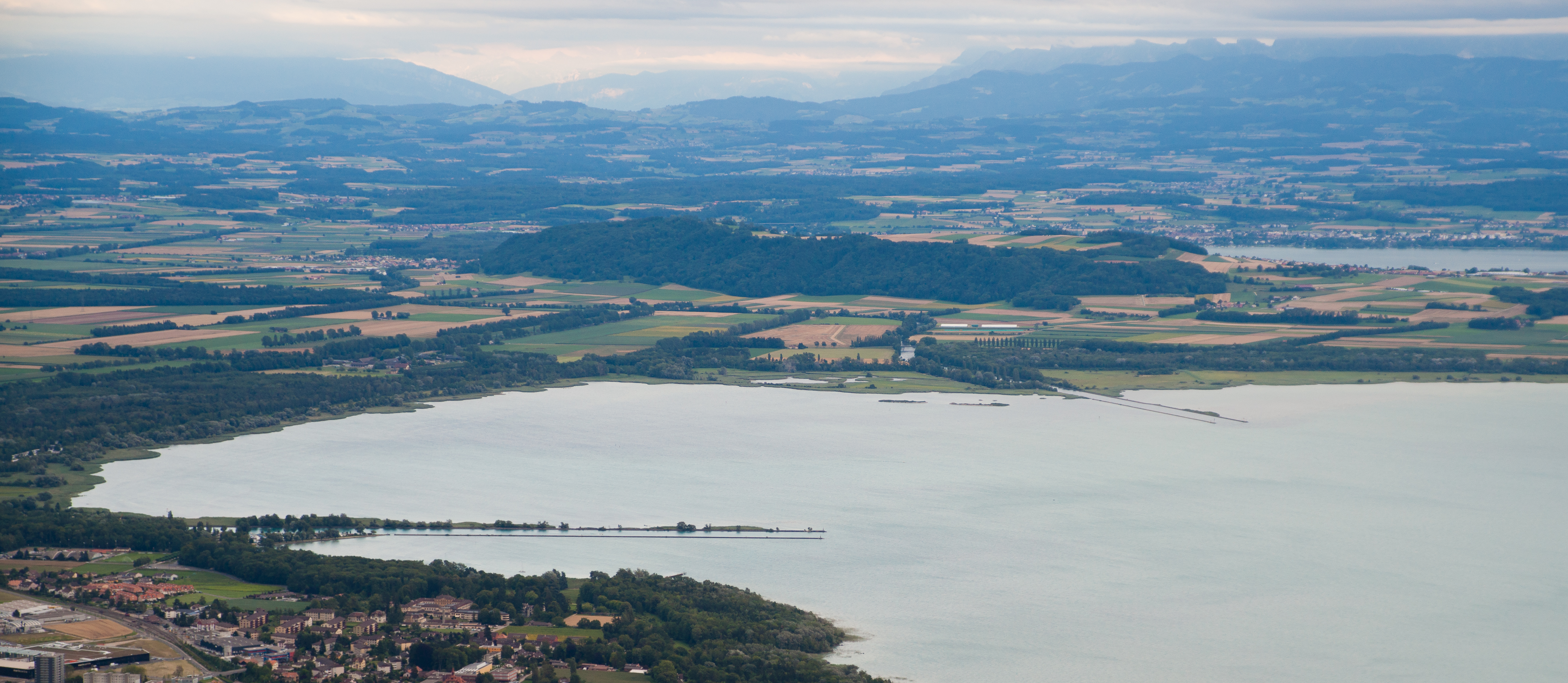
I laghi di Neuchâtel e di Bienne collegati dal canale della Thielle

Il territorio del comune di Cornaux si estende ai piedi del massiccio del Giura, sulla sponda occidentale del canale della Thielle che collega il lago di Neuchâtel con il lago di Bienne.

## Monumenti e luoghi d'interesse
- Chiesa parrocchiale riformata di San Pietro, attestata dal 1228[3];
- Sito archeologico celtico in località Les Sauges[3].

## Società

### Evoluzione demografica
L'evoluzione demografica è riportata nella seguente tabella:
Abitanti censiti

## Economia

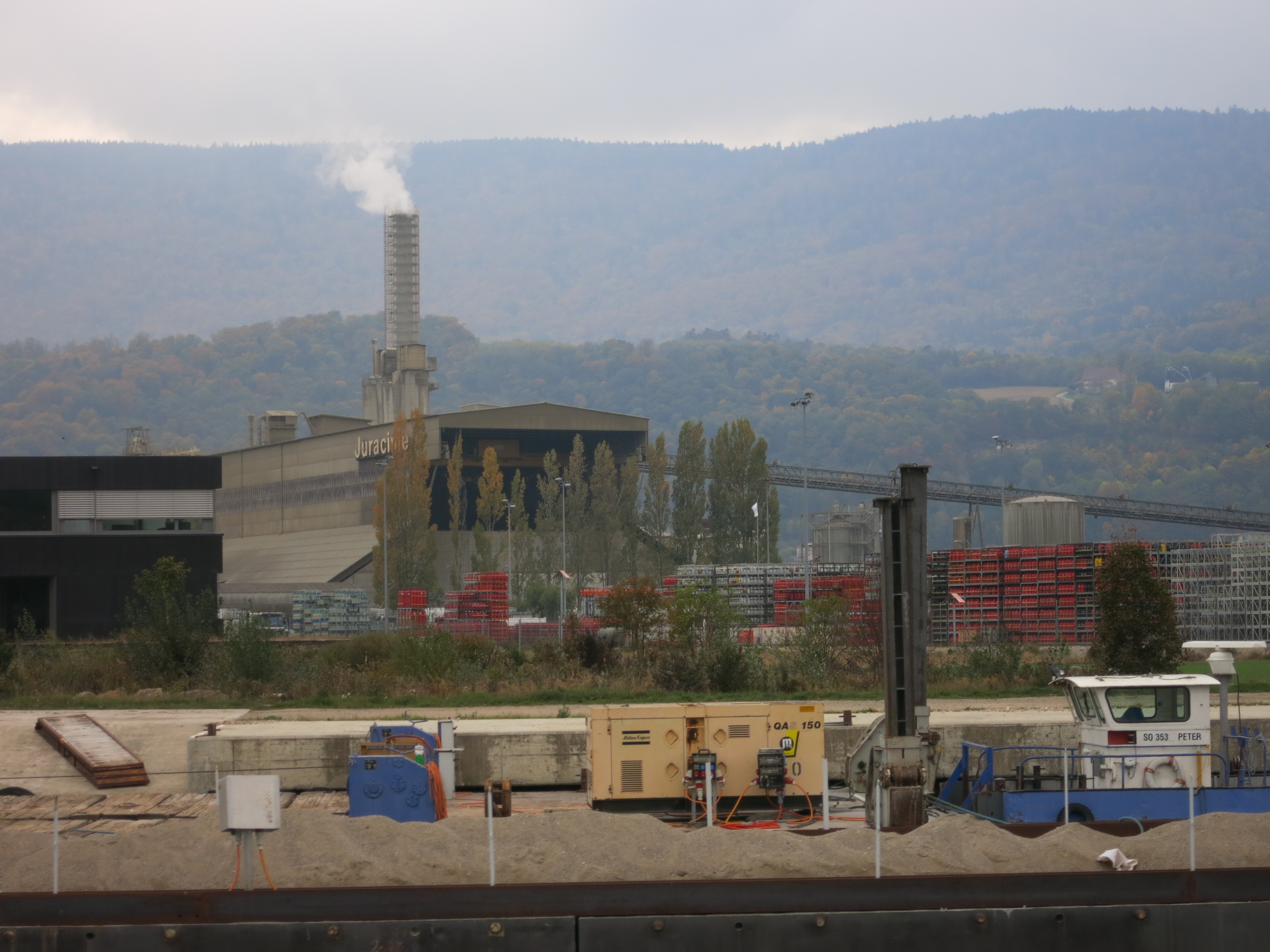
Il cementificio Juracime

L'economia locale si basa prevalentemente sull'industria pesante (cementificio, raffineria).

## Infrastrutture e trasporti
Il comune di Cornaux è servito dall'autostrada A5 (uscita di Cornaux), dalla strada principale 5 e dall'omonima stazione sulla ferrovia Losanna-Olten.